# Friedrich Guggenberger
Pour les articles homonymes, voir Guggenberger.
Friedrich Guggenberger (1915-1988) est un commandant de sous-marin (U-Boot) pendant la Seconde Guerre mondiale. Il totalise dix-sept navires coulés (soit 66 848 tonneaux) et un endommagé (soit 6 003 tonneaux) avant d'être capturé en 1943 lorsque la marine américaine coule l'U-Boot au large des côtes du Brésil. Rescapé avec six de ses hommes il est interné jusqu'en 1946 dans des camps de prisonniers aux États-Unis.
Après la guerre, il devient architecte et s'engage dans la marine ouest-allemande en 1956. Il termine sa carrière avec le grade de contre-amiral au sein de l'OTAN en tant que chef de l'AFNORTH. Il disparait mystérieusement en forêt, son corps étant retrouvé deux années plus tard.

## Biographie
Né à Munich le 6 mars 1915, il s'engage dans la Kriegsmarine en 1934 et accède au corps des sous-mariniers en octobre 1939, peu après le début de la Seconde Guerre mondiale. Il est affecté le 16 novembre 1940 à l'issue de sa période d'instruction à l'U-28, sous le commandement de Günther Kuhnke. Guggenberger commandera brièvement l'U-28 pendant quelques mois avant de rejoindre l'académie navale sans conduire aucune opération de guerre. Il reçoit la Croix de fer 2e classe le 23 mars 1940.

### U-81
Il obtient son premier commandement avec son affectation sur le U-81, commissionné le 26 avril 1941. Affecté à la 1. Unterseebootsflottille, le navire et son équipage s’entraînent d'avril à juillet 1941. Guggenberger mène, à compter du 1er août, trois patrouilles dans la zone atlantique où il coule deux navires cargos lors de l'attaque du convoi SC-42, au large du Groenland (l'Empire Springbuck et le Sally Mærsk). Il obtient l'Insigne de combat des U-Boote le 8 juillet 1939, est promu le 1er septembre au grade de Kapitänleutnant et reçoit le 9 septembre la Croix de fer 1re classe.
Il est affecté avec son navire en Méditerranée, sous le commandement de la 29. Unterseebootsflottille. Il tente une première fois de passer le très surveillé détroit de Gibraltar, mais il est détecté le 30 octobre 1941 par un Consolidated PBY Catalina et un Lockheed Hudson de la Royal Air Force qui infligent de sérieux dommages au bateau. Guggenberger se replie vers Brest pour procéder aux réparations. L'U-81 appareille de nouveau pour la Méditerranée le 4 novembre 1941. Alors qu'il traverse le détroit tant redouté le 13 novembre, il fait face aux éléments de la Force H. Guggenberger décide d'attaquer à longue distance le HMS Ark Royal. Touché en plein centre par une seule torpille, le porte-avion coulera le jour suivant. Pris en chasse par les éléments d'escorte, Guggenberger et son équipage échappent aux 130 charges de profondeurs envoyées contre leur sous-marin. La Croix de chevalier de la croix de fer lui est décernée le 10 décembre 1941 alors qu'il rejoint La Spezia en Italie.
Il conduit au début de l'année 1942 six patrouilles avec l'U-81 en Méditerranée. Il coule dix navires : quatre cargos, cinq bateaux de pêche, le chalutier armé des Forces navales françaises libres Vikings (P-41), pour un total de 18 164 tonneaux à la date du 21 décembre 1942 lorsqu'il quitte son commandement.

### U-513
Guggenberger est remplacé le 24 décembre 1942 par Johann-Otto Krieg. Le 8 janvier 1943, sa Croix de chevalier de la croix de fer est élevée avec feuilles de chêne. Il supervise le lancement du U-847 du 23 janvier au 1er février 1943 sans participer à aucune patrouille avec celui-ci. Il présente le navire le 31 janvier 1943 à la Wolfsschanze, le quartier général d'Hitler proche de Rastenburg (aujourd'hui Kętrzyn en Pologne) en présence de l'amiral Dönitz. Il apprendra sa nouvelle affectation de Dönitz en personne lors de son retour en avion.
Il rejoint ainsi pour trois mois l'équipe de l'amiral Dönitz. Il reçoit le commandement du U-513 (10. Unterseebootsflottille) le 15 mai 1943. Il prend la mer le 18 mai 1943 au départ de Lorient vers les côtes sud-américaines. Il coule, à compter du 21 juin 1943, quatre cargos et en endommage un cinquième près des côtes brésiliennes. Le 19 juillet 1943, trahi par ses communications radio, le U-513 est détecté et attaqué par un PBM Mariner au sud-est de São Francisco do Sul. Gravement endommagé, l'U-513 sombre, seuls sept marins dont Guggenberger rejoignent la surface. Sérieusement blessé, il passe avec les autres survivants un jour à bord d'un navire pneumatique de secours avant d'être secouru par l'équipage américain de l'USS Barnegat.

### Captivité et évasions
Hospitalisé aux États-Unis, il est ensuite transféré au centre d'interrogation de Fort Hunt à New York le 25 septembre 1943. Emprisonné au camp de Crossville dans le Tennessee, il rejoint en janvier 1944 le camp de prisonniers de Papago Park près de Phoenix en Arizona.
Le 12 février 1944, Guggenberger et quatre autres commandants d'U-Boote tentent une évasion. Il est rattrapé avec l'un de ses complices, August Maus, dans la ville de Tucson en Arizona. Il tente de nouveau sa chance avec vingt-quatre autres prisonniers dans la nuit du 23 au 24 décembre 1944. Il est arrêté avec Jürgen Quaet-Faslem le 6 janvier 1945 à quelques kilomètres seulement de la frontière mexicaine.
Friedrich Guggenberger est ensuite envoyé au Camp Shanks à New York en février 1946 puis au centre d'emprisonnement de la zone britannique situé près de Münster. Il est finalement libéré en août 1946.

### Après la guerre
Friedrich Guggenberger devient architecte à son retour en Allemagne. En mal de cadres expérimentés, il rejoint la marine de la République fédérale d'Allemagne en 1956. Diplômé de l'académie navale de Newport (USA), il accède au grade de contre-amiral au sein de l'OTAN. Il commande l'AFNORTH (Allied Forces North Europe) durant quatre ans avant de prendre sa retraite en octobre 1972.

### Vie personnelle et mort
Il se marie le 16 novembre 1940 avec Lieselotte Fischer. Le couple a quatre enfants, Anna et Eva (nées en 1948), Elke (née en 1952) et Dieter (né en 1960).
Friedrich Guggenberger quitte son domicile le 13 mai 1988 pour une promenade en forêt ; il ne revient pas. Son corps est retrouvé deux années plus tard.

### Postérité
En juillet 2011, une expédition montée par l'homme d'affaires brésilien Vilfredo Schürmann retrouve l'épave de l'U-513. Celle-ci gît à 75 mètres de profondeur aux coordonnées 27° 17' S, 47° 32' W.
Un documentaire retrace la traque, l'histoire de ce navire ainsi que la carrière de Friedrich Guggenberger.